# Johan Bergström (politiker)
Johan Bergström, född 22 december 1811 i Söderbärke församling, Kopparbergs län, död där 18 mars 1904, var en svensk hemmansägare och riksdagsman.
Bergström verkade som lantbrukare i Söderbärke. Han företrädde bondeståndet i Söderbärke bergslags härad samt Norrbärke och Grangärde tingslag vid ståndsriksdagen 1847/48, bondeståndet i Söderbärke bergslags härad samt Norrbärke och Malungs tingslag vid ståndsriksdagen 1850/51, Söderbärke, Norrbärke och Grangärde tingslag vid ståndsriksdagarna 1856/58, 1859/60 och 1865/66 samt Söderbärke, Norrbärke, Grangärde, Nås, Järna, Floda, Malungs, Lima och Äppelbo tingslag vid ståndsriksdagen 1862/63. Han var ledamot av riksdagens andra kammare 1870–1872, invald i Grangärde, Norrbärke och Söderbärke tingslags valkrets.